# Booking.com
Booking.com è un'agenzia di viaggi online olandese per la prenotazione di alloggi, di proprietà della Booking Holdings, statunitense. Ha sede ad Amsterdam.
Il sito web propone oltre 28 milioni di strutture alberghiere ed è disponibile in 43 lingue.

## Storia
Booking.com è stata costituita quando bookings.nl, fondata nel 1996 da Geert-Jan Bruinsma, si è fusa nel 2000 con Bookings Online, fondata da Sicco e Alec Behrens, Marijn Muyser e Bas Lemmens, che operava come Bookings.org. Il nome e l'URL sono stati cambiati in Booking.com e Stef Noorden è stato nominato amministratore delegato. Nel 1997 l'annuncio che Bruinsma voleva inserire su De Telegraaf, il quotidiano olandese a più alta diffusione, è stato rifiutato poiché De Telegraaf accettava solo annunci con un numero di telefono, non un sito web. Nel 2002 Expedia ha rifiutato di acquistare bookings.nl.
Nel luglio 2005 la società è stata acquisita da Priceline Group (ora chiamata Booking Holdings) per 133 milioni di dollari. Successivamente c'è stata una collaborazione con ActiveHotels.com, società europea di prenotazioni alberghiere online, acquistata da Priceline Group 9 mesi prima per 161 milioni di dollari nel settembre 2004.
Nel 2006 Active Hotels Limited ha cambiato ufficialmente il nome in Booking.com Limited. Le integrazioni di Booking.com e Active Hotels hanno aiutato la casa madre a migliorare la sua posizione finanziaria, passata da una perdita di 19 milioni di dollari nel 2002 a un attivo di 1,1 miliardi di dollari nel 2011. Questa acquisizione è stata elogiata da alcuni social media come "la migliore acquisizione nella storia di Internet": nessun'altra acquisizione nel mercato dei viaggi digitale si era dimostrata altrettanto redditizia.
Darren Huston è stato nominato amministratore delegato di Booking.com nel settembre 2011 dalla società madre, ed è stato anche presidente e amministratore delegato di Booking Holdings dal 1º gennaio 2014 fino alle dimissioni il 28 aprile 2016 dopo la rivelazione di una relazione sul lavoro.
Dopo le dimissioni di Gillian Tans nel 2019, la carica di CEO è stata assunta da Glenn Fogel.

## Affari societari

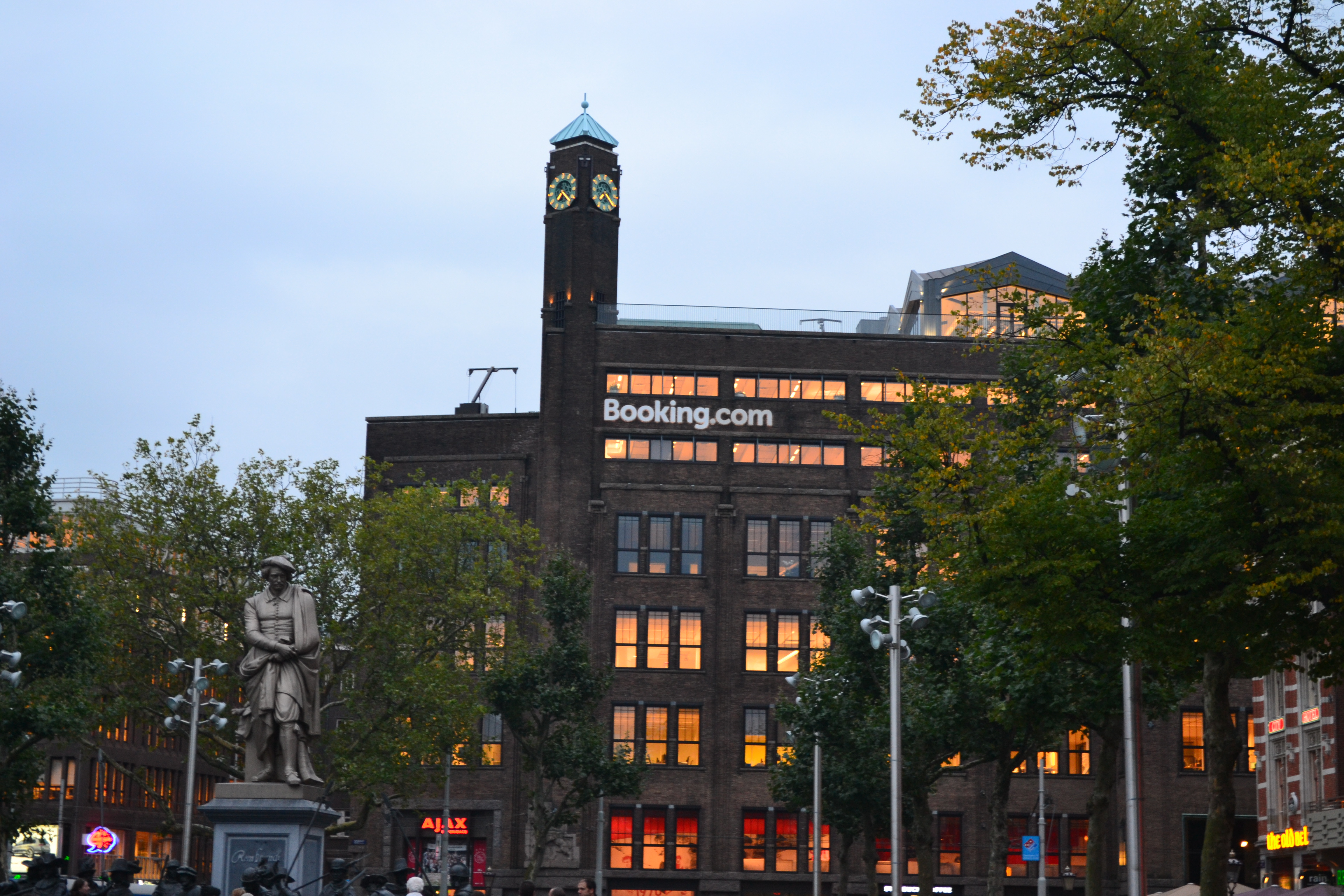
La sede di Booking.com ad Amsterdam

### Marketing

#### Partnership e accordi
Nell'agosto 2012 Ctrip (ora Trip.com Group), compagnia di viaggi online cinese, ha stretto una partnership con la società per accedere al portafoglio globale di Booking.com. La collaborazione è stata rafforzata nel giugno 2018.
Nel febbraio 2013, sempre con lo stesso fine, anche la più grande compagnia di viaggi e tour dell'Indonesia Panorama Group ha stretto una partnership strategica con Booking.com.
Nell'ottobre 2014 ha fatto altrettanto Ural Airlines .

#### Pubblicità
Secondo Google Adwords, nel 2006 Booking.com e le sue consociate sono state le aziende che hanno speso di più in pubblicità nella categoria viaggi e turismo: 3,5 miliardi di dollari in PPC (Pay per click).
Nel gennaio 2013 è stata lanciata online la prima campagna del marchio Booking.com, "Booking.yeah", andata in onda su emittenti televisive, cinema e reti televisive, per il mercato statunitense con l'agenzia pubblicitaria Wieden + Kennedy Amsterdam. Nel settembre 2013 l'Australia è diventata il secondo mercato a visualizzare la campagna. Nel gennaio 2014 la società ha lanciato una campagna pubblicitaria in Canada,, nel febbraio 2014 nel Regno Unito e nel luglio 2014 in Germania.

### Operazioni

#### Sviluppo di applicazioni
Nel novembre 2010 è stata lanciata un'app mobile per IPad.
Nel febbraio 2011 la società ha lanciato la sua app mobile su Android.
Nell'aprile 2012 per iPhone e iPod Touch è stata progettata la prima app globale per hotel last minute, "Booking.com Tonight".
Nell'ottobre 2012 la società ha lanciato la sua prima app per Microsoft Windows, utilizzando Windows 8.
Nell'ottobre 2012 è stata aggiornata la versione dell'app per iPhone con una nuova funzione, Passbook.
Nel dicembre 2012 è uscita l'app Kindle Fire, disponibile per il download in tutti gli App Store di Amazon, inclusi Stati Uniti, Regno Unito, Germania, Spagna, Francia, Italia e Giappone.
Nel luglio 2015, la società ha lanciato un'app mobile Android migliorata.

## Controversie e critiche

### Accuse anticoncorrenziali di OFT
Nel settembre 2012 l'autorità garante della concorrenza del Regno Unito, Office of Fair Trading (OFT), ha emesso una comunicazione di addebiti contro Booking.com, Expedia e IHG Army Hotels. L'OFT ha affermato che Booking.com ed Expedia avevano stipulato accordi separati con IHG che limitavano la capacità dell'agente di viaggio online di scontare il prezzo del solo pernottamento in hotel. Booking.com, Expedia e IHG hanno proposto all'OFT di modificare le restrizioni. L'OFT ha accettato la proposta, che in seguito è stata respinta da un'autorità superiore in un tribunale.

### Perdite di dati dei clienti
Nel novembre 2014 è stato comunicato che alcuni criminali erano in grado di ottenere i dettagli dei clienti dal sito web. Booking.com affermò che stava contrastando i truffatori e rimborsando i clienti interessati del Regno Unito, Stati Uniti, Francia, Italia, Emirati Arabi Uniti e Portogallo. Dopo la frode, Booking.com ha apportato modifiche in modo da rendere i dati accessibili solo da un computer collegato al server dell'hotel. I suoi team hanno lavorato anche per smantellare dozzine di siti di phishing, oltre a collaborare con alcune banche per congelare i conti bancari di Money Mule.
Il sito web è stato nuovamente preso di mira dagli hacker a giugno 2018.

### Accuse di dirottamento del marchio da parte di albergatore tedesco
Nel febbraio 2015 una lettera aperta pubblicata dall'albergatore tedesco Marco Nussbaum, co-fondatore e CEO del marchio di hotel budget-design "prizeotel", ha mosso critiche all'attività di "dirottamento del marchio" di Booking.com. Delineava i dettagli sull'uso di Google Adwords da parte di Booking.com e i danni arrecati alla sua attività. La lettera è stata discussa nei media specializzati e ha portato a un dibattito sulle difficoltà e sfide per la distribuzione online nel settore alberghiero.

### Divieto di offrire tariffe inferiori
Nell'aprile 2015 le autorità garanti della concorrenza francesi, svedesi e italiane hanno accettato la proposta di Booking.com di eliminare la clausola di "parità tariffaria" e consentire quindi agli agenti di viaggio della concorrenza di offrire prezzi degli hotel inferiori a Booking.com. Booking.com ha inoltre accettato di estendere e applicare la sua proposta a tutti gli stati dell'UE. Agli hotel è ancora impedito di scontare i prezzi direttamente sui propri siti web.

### Accuse di dominio del mercato
Nell'aprile 2015 l'Unione europea ha affermato che Booking.com è una delle numerose società Internet che potrebbero aver raggiunto il dominio del mercato oltre il punto di non ritorno.

### Violazioni della legge turca sulla concorrenza
Nel marzo 2017 un tribunale turco ha interrotto le attività di Booking.com a causa di una violazione della legge turca sulla concorrenza. Booking.com ha interrotto la vendita di camere in Turchia agli utenti turchi, obbedendo all'ordine di bloccare il sito web. Tuttavia, il sito e l'applicazione possono essere utilizzati da paesi stranieri per effettuare prenotazioni di hotel in Turchia.

### Controversie con hotel in Grecia
Nel luglio 2019 la catena di hotel di lusso Aldemar, invocando "pratiche [di Booking.com] che vanno contro le leggi del mercato", ha interrotto la sua partecipazione alle offerte di Booking. La Greek Hotels Association ha denunciato la pratica di Bookings.com di addebitare la sua percentuale sul prezzo intero comprensivo di IVA. La società ha risposto che, secondo i termini degli accordi bilaterali con gli hotel "ovunque", ognuna delle parti contraenti è libera di recedere.

### Supporto agli insediamenti israeliani
Il 12 febbraio 2020 le Nazioni Unite hanno pubblicato un elenco di 112 società, tra cui Booking.com, che sostengono le attività di insediamento israeliano nei Territori palestinesi occupati.

### Denuncia della pratica di tecniche manipolative
Il 16 giugno 2020 è scaduto il termine fissato dalla Commissione europea e dalle autorità nazionali per la tutela dei consumatori (CPC) per Booking.com relativamente alla denuncia da parte delle autorità dell'utilizzo di tecniche manipolative, come nascondere la sponsorizzazione nella classifica, esercitare indebitamente pressioni sugli utenti in termini temporali, fornire false dichiarazioni, ecc.

### Idoneità alla registrazione del marchio
Booking.com ha tentato di far registrare il termine "Booking.com" come marchio, ma l'Ufficio brevetti e marchi degli Stati Uniti (USPTO) ha respinto la domanda ritenendo che il marchio richiesto fosse di natura troppo generica. La Corte distrettuale degli Stati Uniti per il distretto orientale della Virginia, la Corte d'appello degli Stati Uniti per il quarto circuito e la Corte suprema degli Stati Uniti, tutte competenti nella causa Patent and Trademark Office v. Booking.com BV, hanno affermato, d'altro canto, che il termine "Booking.com" grazie al suffisso ".com" aveva creato un'identità che poteva essere differenziata dal verbo generico e quindi poteva costituire un marchio. La Corte Suprema ha affermato altresì che se in seguito fosse creato un sito chiamato "flightbooking.com", Booking.com non avrebbe potuto citare in giudizio il sito o impedirgli di registrare il nome senza provare che tale marchio ingenerava nella potenziale clientela confusione tra i due.

### Critiche sugli aiuti di Stato durante la pandemia di Covid-19
Il 24 aprile 2020 Booking.com ha attirato critiche presentando domanda di aiuti di Stato nell'ambito del programma di soccorso del governo olandese alle imprese colpite dalla pandemia COVID-19, mentre aveva distribuito agli azionisti 6,3 miliardi di dollari di utili. In risposta il 22 maggio Booking ha annunciato che non avrebbe chiesto ulteriori sussidi salariali dal governo e avrebbe invece cercato risposte a lungo termine. Subito dopo ha deciso di licenziare il 25% della sua forza lavoro globale, ed è passata a licenziamenti collettivi dei dipendenti di Amsterdam per circa il 25% rispetto all'organico pre-COVID.